# Château de Brederode
Pour les articles homonymes, voir Brederode.

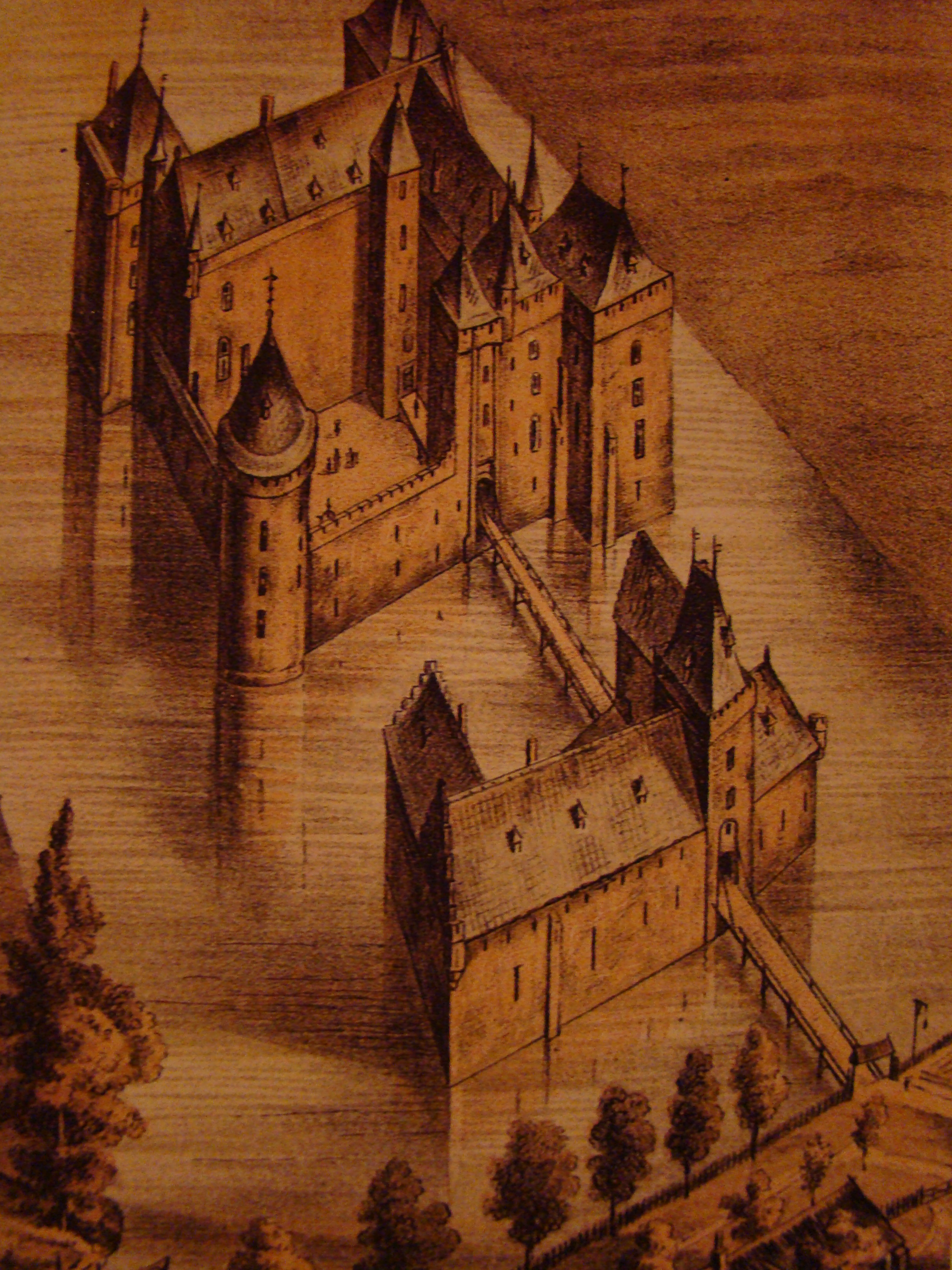
Illustration tirée des travaux de restauration du XIX.

Le château de Brederode aussi connu aujourd'hui par la mention ruine de Brederode (en néerl. Kasteel Brederode ou Ruïne van Brederode) fait référence à l'ancien château près de Santpoort-Zuid. Le château a été fondé dans la seconde moitié du XIIIe siècle par Guillaume Ier de Brederode (nl) (1226? – 1285). Il descend des seigneurs de Teylingen qui étaient liés aux comtes de Hollande. Le château faisait partie de la grande seigneurie de Brederode, avec laquelle les seigneurs de Brederode devenaient feudataires du comte de Hollande au XIIIe siècle.

## Histoire
Le nom Brederode fait référence à un morceau de terrain forestier (en néerl. Brede Roede) qui a été déboisé, sur lequel le château a été construit. Au début, le château n'était composé que d'une tour résidentielle. La tour a été démolie vers 1300, après quoi Thierry II de Brederode (nl) a fait construire un château carré.
Pendant les conflits civils des Hameçons et des Cabillauds, les Brederodes sont restés fidèles à Marguerite de Bavière, de sorte que le château a été assiégé en 1351 par un membre du parti des Cabillauds, Gijsbrecht II de Nijenrode (nl). Après la reddition, le château était si gravement endommagé qu'il a été démoli.
Il a été reconstruit après la réconciliation entre les Brederodes et les comtes en 1354. Il n'était plus habité, mais restait une base pour le parti des Hameçons, dirigé par Guillaume de Brederode.
Parce que les Hameçons ont assiégé Haarlem en 1426, le parti des Cabillauds a détruit la partie sud du château. Il était interdit à Guillaume de Brederode de "renforcer, clôturer ou bastionner" le château, afin qu'il ne puisse pas être restauré. La partie nord a finalement été restaurée en 1464. Pendant la révolte du peuple du fromage et du pain en 1492, le château a été pillé par des soldats allemands ou frisons. Il n'a pas été habité depuis. En 1568, il est revenu aux Provinces-Unies.
Après la défaite des Gueux de la mer à la bataille du Haarlemmermeer, Haarlem a dû se rendre aux troupes espagnoles après le siège d'Haarlem de 1573. Le protestant Lancelot de Brederode (nl) fut exécuté par les vainqueurs et le château fut pillé puis incendié. Par la suite, la ruine est devenu la proie du sable des dunes. En 1579, une branche des Brederodes récupéra la seigneurie en alleu de la Hollande. Wolfert de Brederode (1649-1679), le dernier seigneur de Brederode, décéda en 1679, et le château en ruine retourna dans le giron de la Hollande et par conséquent, dans les possessions de l'État néerlandais. Lorsque la République Batave se forma en 1795, toutes les propriétés régionales furent nationalisées. Jusqu'au 15 janvier 2016, la ruine était donc la propriété de l’État dans le portefeuille du Rijksgebouwendienst (nl) (ou Agence des bâtiments publics). Ce monument fut alors transféré le 15 janvier 2016 au Nationale Monumentenorganisatie (nl) (ou Organisation des monuments nationaux).
Au XIXe siècle, la ruine a été l'une des premières structures à être restaurées par ordre de l'État. Cela s'est produit d'une manière plutôt romantique. Les vestiges du château de Brederode ont été inscrits comme premier monument national.
Il est reconnu comme monument national avec le numéro 37110.

## Galerie

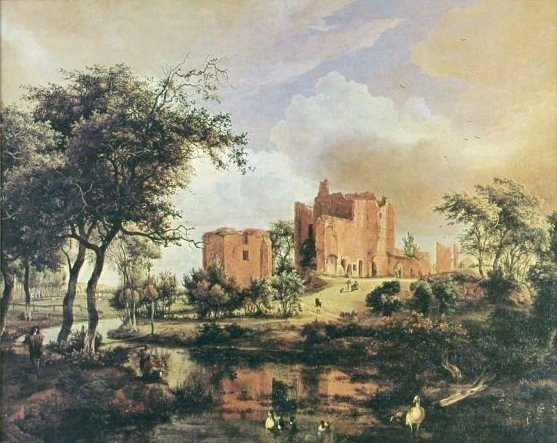
Ruines du Château de Brederode, peinture par Meindert Hobbema au XVIIe siècle.
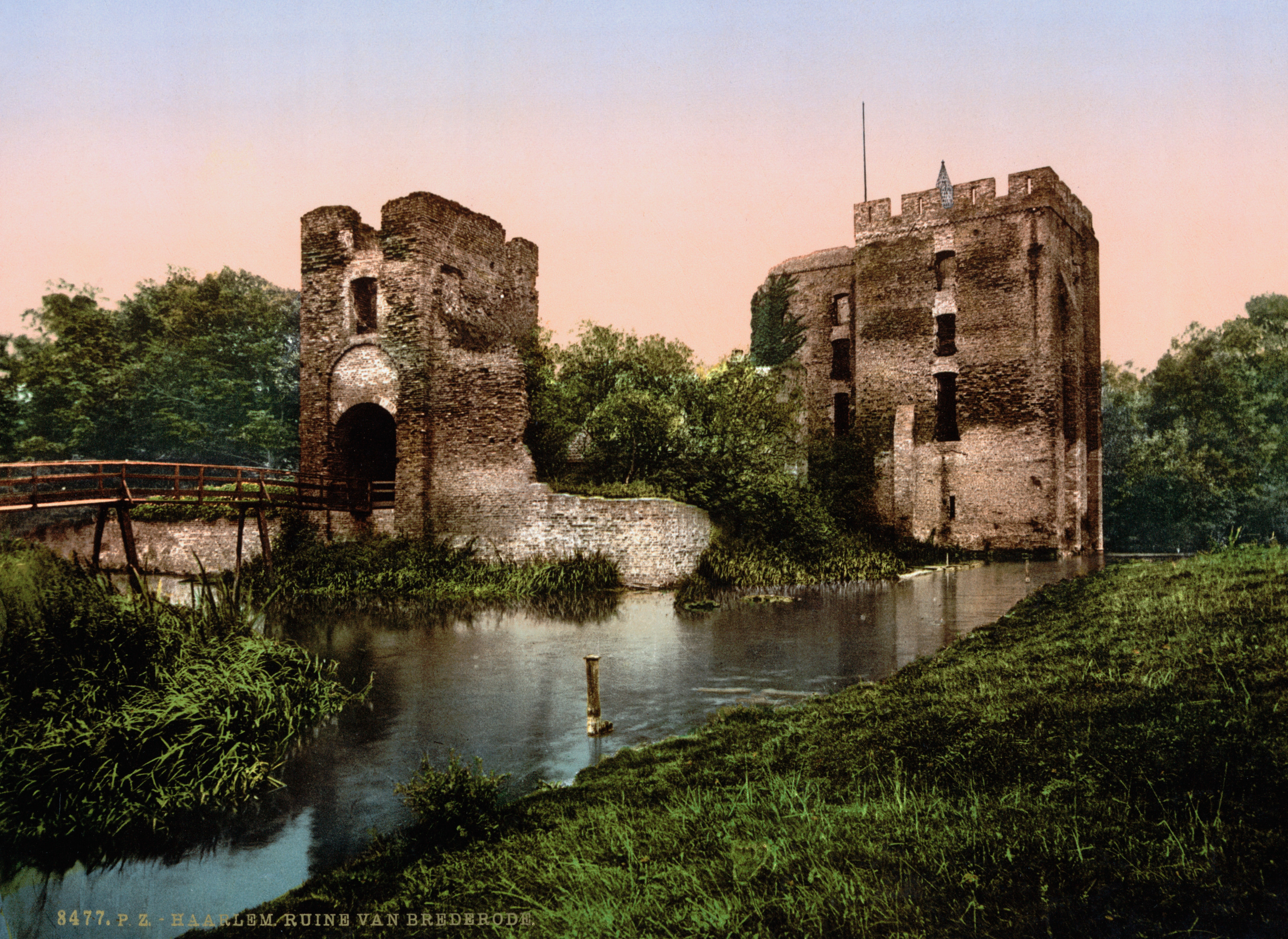
Vue de la ruine du château en 1900.
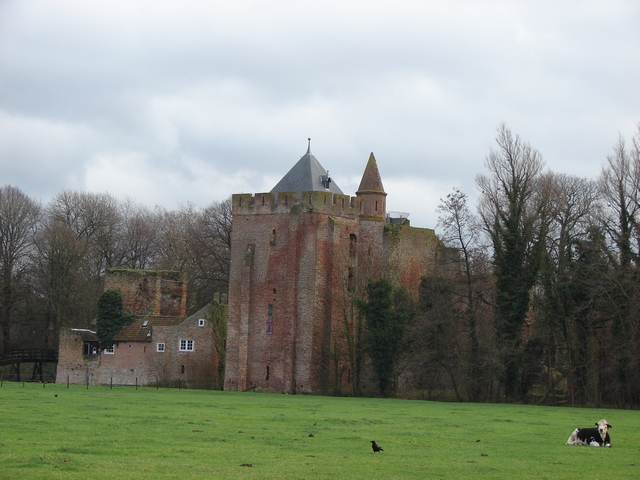
Vue à partir de la Velserenderlaan.
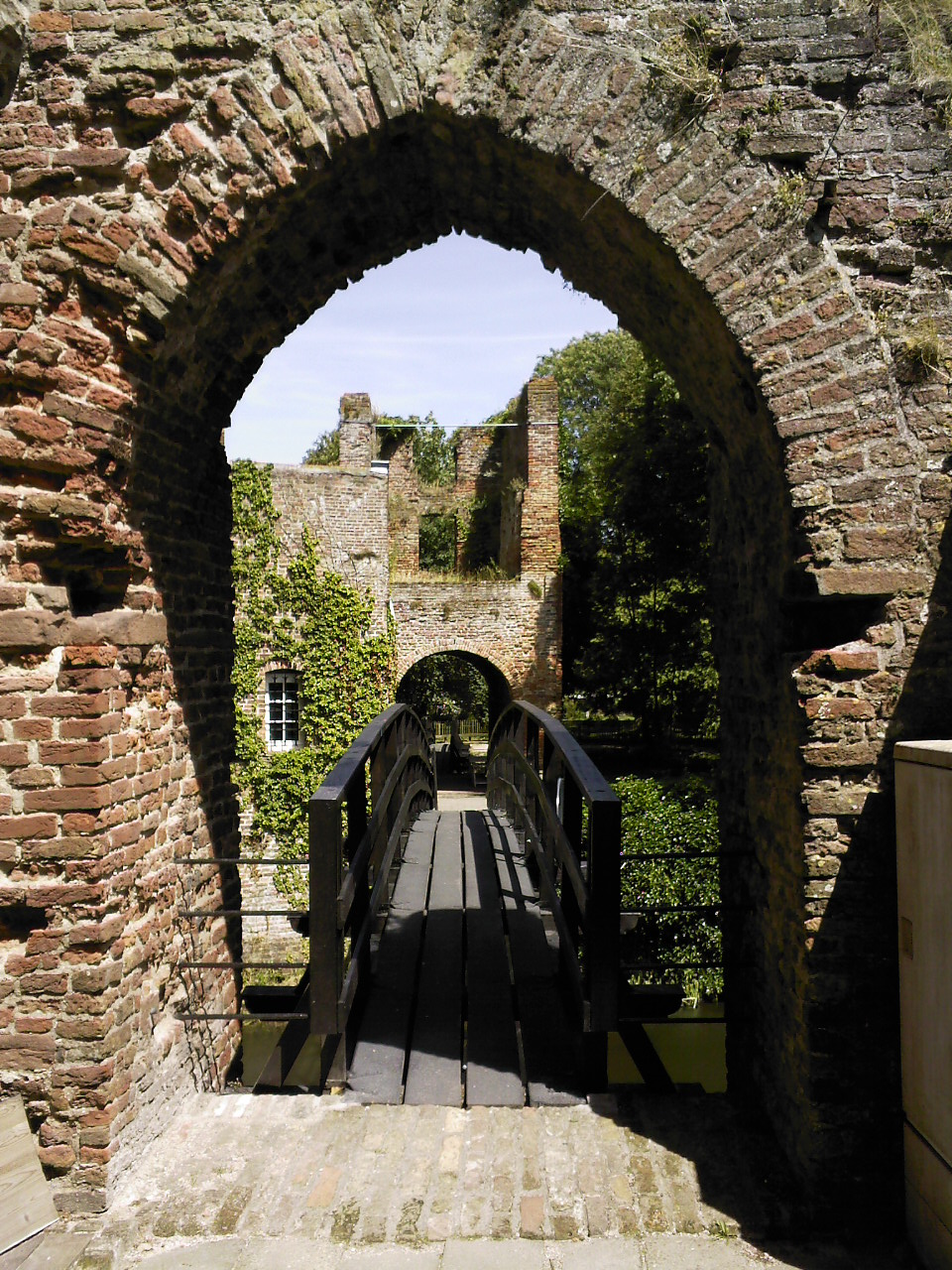
Vue à travers la porte principale sur le château avant.
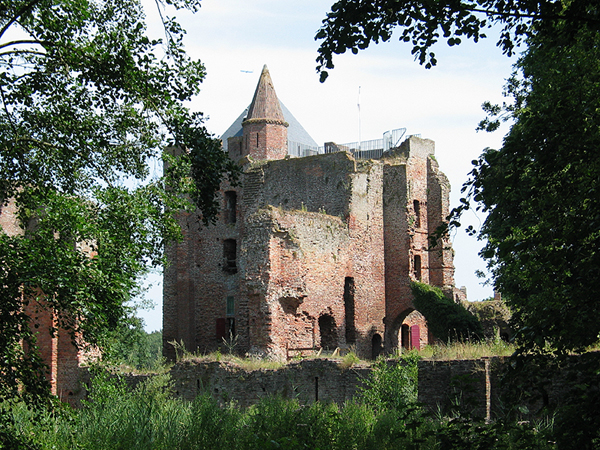
Autre vue du château.
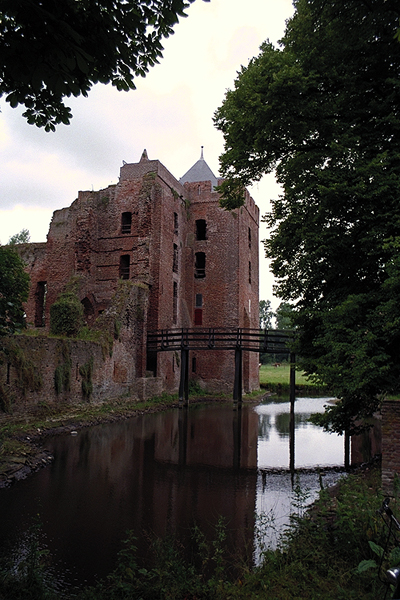
La ruine de Brederode.
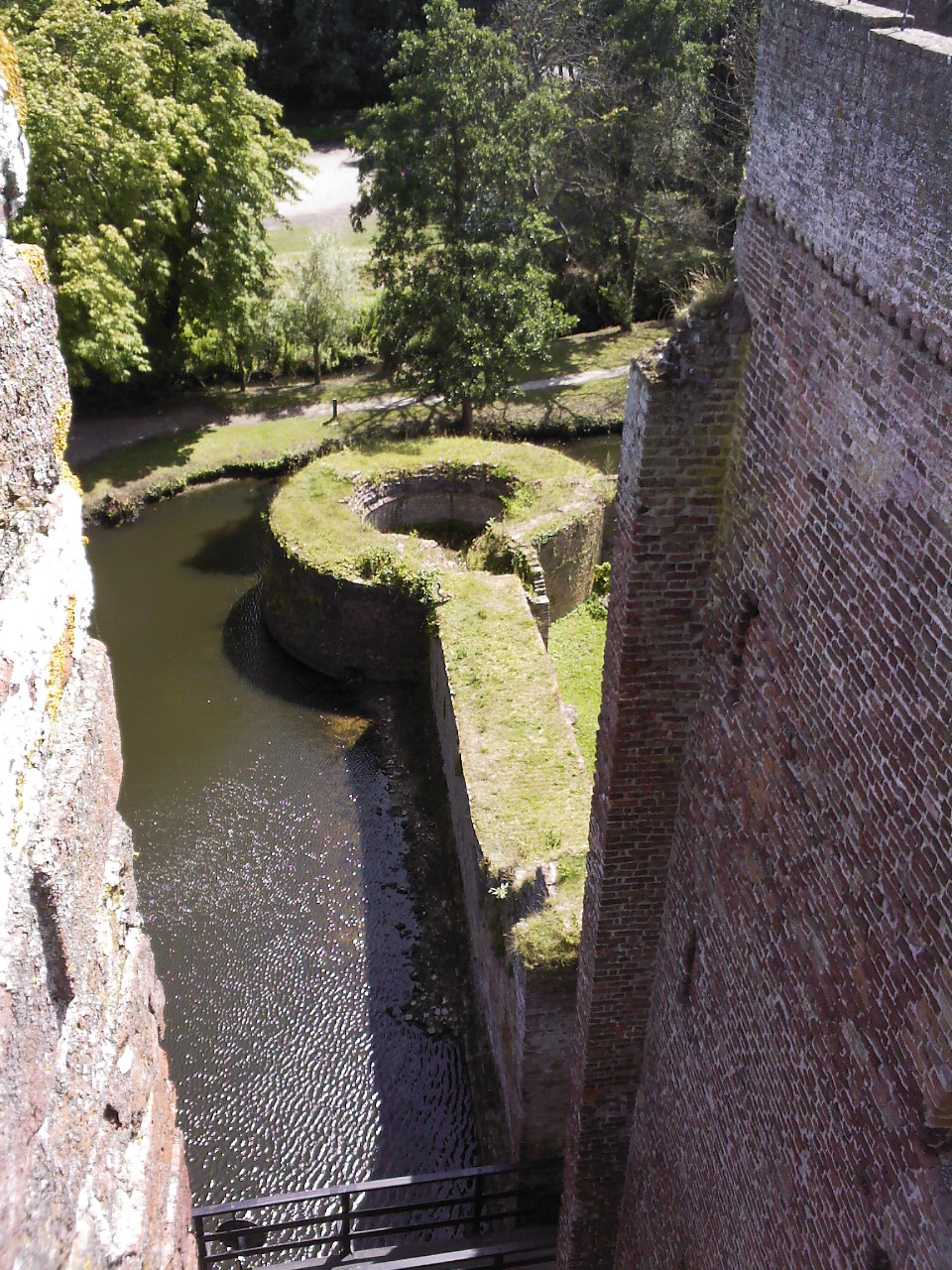
Vue des fondations de la tour nord-est.

## Sources
- (nl) Cet article est partiellement ou en totalité issu de l’article de Wikipédia en néerlandais intitulé « Ruïne van Brederode » (voir la liste des auteurs).
- (nl) Onvoltooide roem (Renommée inachevée), Jan H. Verhoog
- (nl) site web personnel les documents sont disponibles avec autorisations sur http://home.tiscali.nl/~mwdamy60/ruine/
- (nl) Grote Winkler Prins, Brederode (1, heerlijkheid), 7e druk, 4e deel, 1973, p. 502
- (nl) Information sur le Rijksmonument n°37110 sur le site des Monuments historiques des Pays-Bas